# Station Jambes
Station Jambes is een spoorwegstation langs spoorlijn 154 in Jambes, een deelgemeente van Namen. Tot in 1991 werd het station Jambes-Nord genoemd, gezien de lijn werd uitgebaat door de Nord – Belge. Het stationsnaambeleid van de NMBS op het einde van de twintigste eeuw heeft echter de historische referentie naar de oude maatschappijen uitgewist.
Het stationsgebouw is een eenvoudig rechthoekig gebouw met een zadeldak.
In de loop van 2021 zullen de loketten hier hun deuren sluiten en zal het station een stopplaats worden.

## Treindienst
| Serie       | Treinsoort               | Route                                                                   | Bijzonderheden                                            |
| ----------- | ------------------------ | ----------------------------------------------------------------------- | --------------------------------------------------------- |
| IC 17       | Intercity (NMBS)         | Brussels Airport-Zaventem – Brussel-Luxemburg – Namen – Jambes – Dinant | Rijdt in het weekend tussen Brussel-Zuid en Dinant.       |
| L 6050      | L-trein (NMBS)           | Namen – Jambes – Dinant – Bertrix – Libramont                           |                                                           |
| S 61        | S-trein Charleroi (NMBS) | Waver – Charleroi-Centraal – Jambes                                     | Rijdt in de week 2×/u tussen Jambes - Charleroi-Centraal. |
| P 7660/8660 | Piekuurtrein (NMBS)      | Bertrix – Dinant – Jambes – Namen                                       | Rijdt alleen op werkdagen.                                |
| P 7780/8780 | Piekuurtrein (NMBS)      | Charleroi-Centraal – Namen – Jambes                                     | Rijdt alleen op werkdagen. Een trein tot Jambes.          |

## Galerij

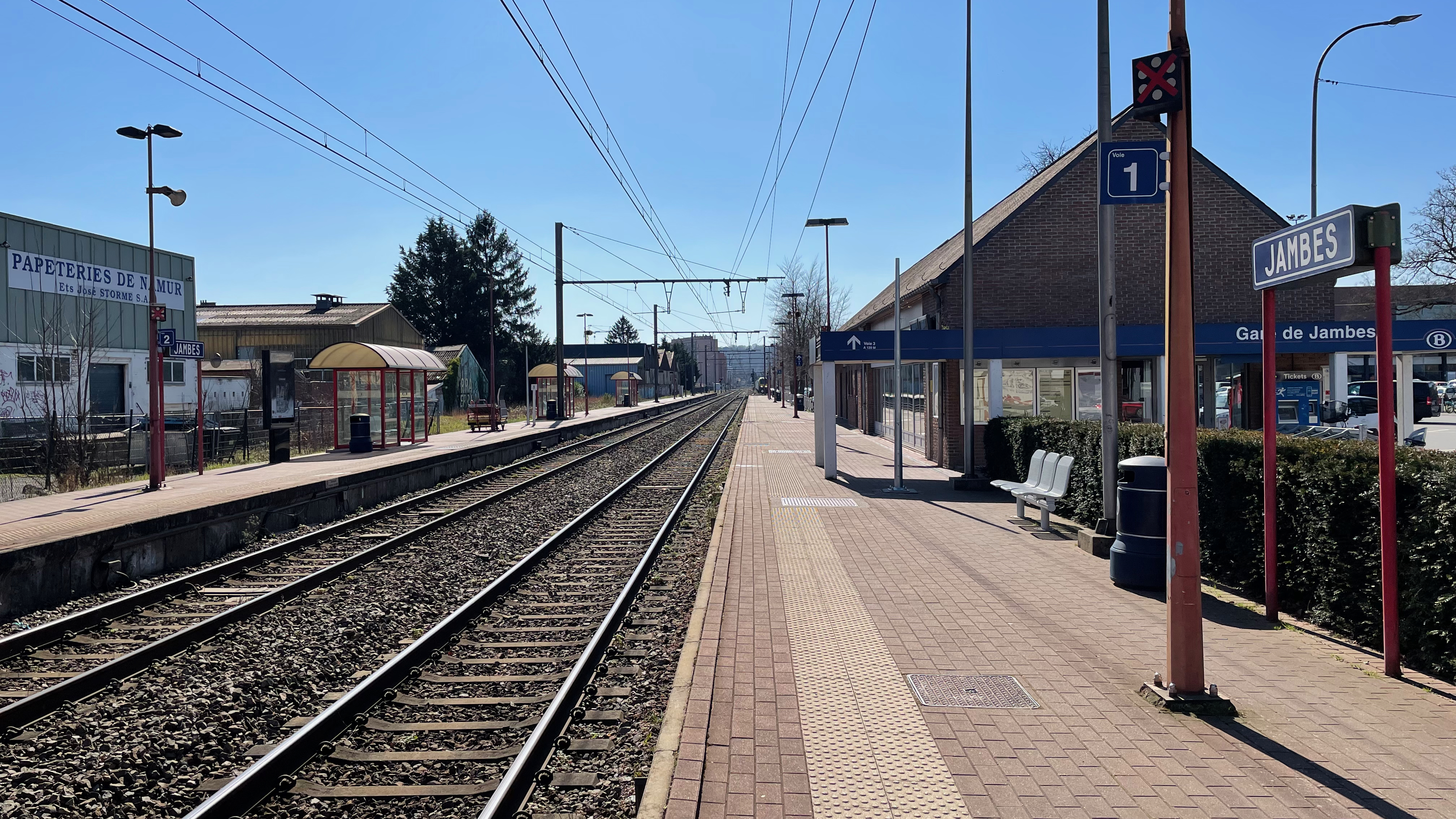
Zicht op het perron
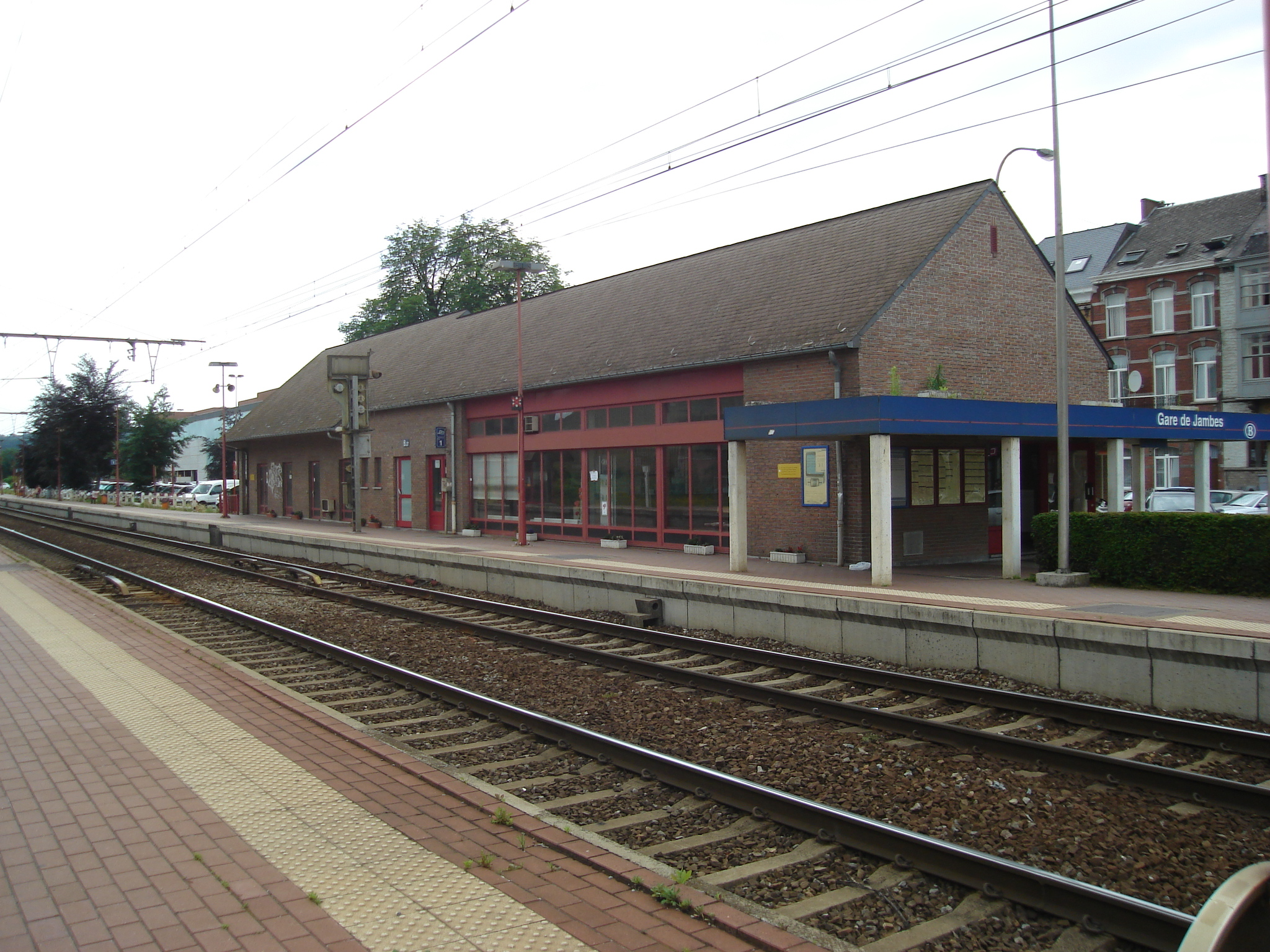
Het station (2012)

## Reizigerstellingen
De grafiek en tabel geven het gemiddeld aantal instappende reizigers weer op een week-, zater- en zondag.
| Tabel: aantal instappende reizigers station Jambes | Tabel: aantal instappende reizigers station Jambes | Tabel: aantal instappende reizigers station Jambes | Tabel: aantal instappende reizigers station Jambes |
|                                                    | Weekdag                                            | Zaterdag                                           | Zondag                                             |
| -------------------------------------------------- | -------------------------------------------------- | -------------------------------------------------- | -------------------------------------------------- |
| 1977                                               | 169                                                | 58                                                 | 39                                                 |
| 1978                                               | 135                                                | 44                                                 | 31                                                 |
| 1979                                               | 208                                                | 57                                                 | 44                                                 |
| 1980                                               | 199                                                | 50                                                 | 41                                                 |
| 1981                                               | 194                                                | 63                                                 | 59                                                 |
| 1982                                               | 198                                                | 33                                                 | 53                                                 |
| 1983                                               | 239                                                | 82                                                 | 62                                                 |
| 1984                                               | 272                                                | 64                                                 | 44                                                 |
| 1985                                               | 200                                                | 65                                                 | 33                                                 |
| 1986                                               | 185                                                | 46                                                 | 60                                                 |
| 1987                                               | 192                                                | 37                                                 | 39                                                 |
| 1988                                               | 232                                                | 56                                                 | 107                                                |
| 1989                                               | 525                                                | 90                                                 | 124                                                |
| 1990                                               | 525                                                | 72                                                 | 63                                                 |
| 1991                                               | 427                                                | 79                                                 | 56                                                 |
| 1992                                               | 550                                                | 77                                                 | 61                                                 |
| 1993                                               | 566                                                | 111                                                | 117                                                |
| 1994                                               | 614                                                | 145                                                | 104                                                |
| 1995                                               | 614                                                | 120                                                | 100                                                |
| 1996                                               | 732                                                | 114                                                | 88                                                 |
| 1997                                               | 688                                                | 134                                                | 103                                                |
| 1998                                               | 1 010                                              | 144                                                | 164                                                |
| 1999                                               | 786                                                | 186                                                | 200                                                |
| 2000                                               | 874                                                | 258                                                | 300                                                |
| 2001                                               | 952                                                | 272                                                | 200                                                |
| 2002                                               | 670                                                | 153                                                | 148                                                |
| 2003                                               | 741                                                | 226                                                | 230                                                |
| 2004                                               | 829                                                | 216                                                | 206                                                |
| 2005                                               | 912                                                | 236                                                | 275                                                |
| 2006                                               | 1 004                                              | 171                                                | 134                                                |
| 2007                                               | 818                                                | 216                                                | 180                                                |
| 2008                                               | -                                                  | -                                                  | -                                                  |
| 2009                                               | 1 155                                              | 298                                                | 292                                                |
| 2010                                               | -                                                  | -                                                  | -                                                  |
| 2011                                               | -                                                  | -                                                  | -                                                  |
| 2012                                               | 859                                                | 310                                                | 248                                                |
| 2013                                               | 970                                                | 261                                                | 274                                                |
| 2014                                               | 1 336                                              | 292                                                | 265                                                |
| 2015                                               | 980                                                | 424                                                | 292                                                |
| 2016                                               | 1 079                                              | 262                                                | 255                                                |
| 2017                                               | 852                                                | 277                                                | 343                                                |
| 2018                                               | 1 176                                              | 415                                                | 769                                                |
| 2019                                               | 1 118                                              | 429                                                | 300                                                |
| 2020                                               | 834                                                | 289                                                | 280                                                |
| 2021                                               | -                                                  | -                                                  | -                                                  |
| 2022                                               | 1 278                                              | 475                                                | 440                                                |
| 2023                                               | 1 545                                              | 403                                                | 384                                                |
| 2024                                               | 1 422                                              | 545                                                | 572                                                |

Beez ·
Dave-Nord ·
Dave-Saint-Martin ·
Faubourg-Saint-Nicolas ·
Flawinne ·
Jambes ·
Jambes-Est ·
Marche-les-Dames ·
Namen ·
Naninne ·
Ronet ·
Velaine
0,0: Namen ·
3,0: Jambes ·
4,8: Velaine ·
7,6: Dave-Nord ·
10,8: Tailfer ·
12,8: Profondeville ·
14,0: Lustin ·
17,0: Godinne ·
20,1: Yvoir ·
21,8: Houx ·
25,8: Bouvignes-sur-Meuse ·
28,0: Dinant ·
29,5: Neffe ·
36,4: Waulsort ·
36,4: Waulsort-Dorp ·
41,8: Hastière ·
44,2: Hermeton-sur-Meuse ·
46,1: Heer-Agimont